# Buantan Besar
Buantan Besar is een bestuurslaag in het regentschap Siak van de provincie Riau, Indonesië. Buantan Besar telt 1340 inwoners (volkstelling 2010).